# Émile Vandervelde

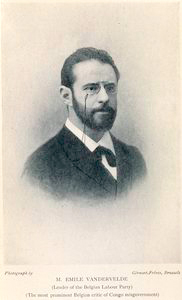
Émile Vandervelde

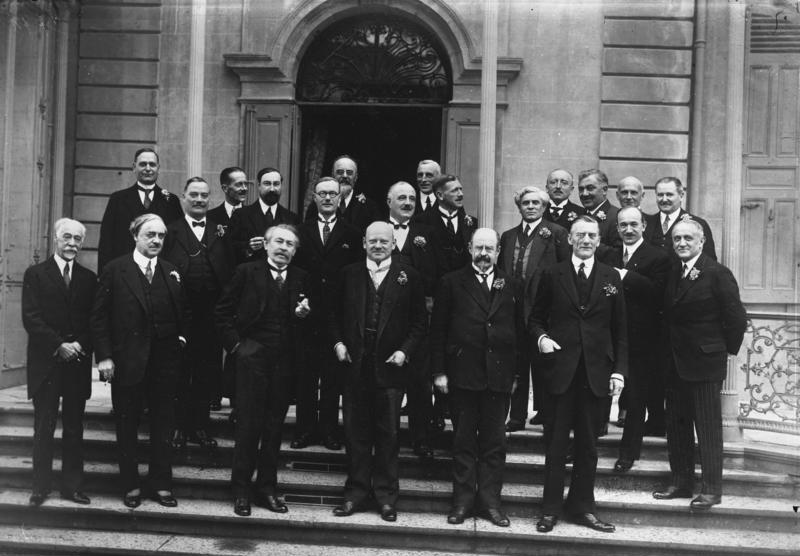
Émile Vandervelde (zweiter von rechts) und Gustav Stresemann (links neben ihm) (Genf, Eintritt Deutschlands in den Völkerbund, 1926)

Émile Vandervelde (* 25. Januar 1866 in Ixelles/Elsene; † 27. Dezember 1938 ebenda) war ein belgischer Sozialdemokrat, Universitätsprofessor, Politiker und Vorsitzender der Zweiten Internationale.

## Leben
Émile Vandervelde schloss 1885 sein Studium der Rechtswissenschaften an der Freien Universität Brüssel ab und trat 1886 der Belgischen Arbeiterpartei (POB) bei, 1888 beendete er erfolgreich das Studium der Sozialwissenschaften. 1894 wurde er sozialdemokratischer Abgeordneter im belgischen Parlament. 1900 übernahm er den Vorsitz der Zweiten Internationale, den er bis zu deren Auflösung im Ersten Weltkrieg innehatte. Er wirkte als Hochschullehrer an der Freien Universität Brüssel.
Im Ersten Weltkrieg wurde Vandervelde von der deutschen Presse als „romanischer“ und deutschfeindlicher Internationalist dargestellt, als sein Gegenpart galt der flämische Genossenschaftspolitiker Edward Anseele. Während Vandervelde als (ehemaliger) Präsident des Büros der zweiten Internationale die deutsche Besetzung Belgiens im Ersten Weltkrieg verurteilte, bemühte sich Anseele um schlichtende Kontakte zur deutschen SPD. Die Darstellung des Gegensatzpaars Vandervelde-Anseele in der deutschen Kriegspropaganda suggerierte jedoch eine Deutschfreundlichkeit der flämisch-belgischen Bevölkerung, die nicht den Fakten entsprach, sondern einer völkischen Phantasie von den vermeintlich „stammesverwandten“ Flamen entsprang.
Von 1916 bis 1917 war Vandervelde Minister ohne Portefeuille, von 1917 bis 1918 Kriegsminister, von 1918 bis 1921 Justizminister, von 1925 bis 1927 Außenminister und von 1936 bis 1937 Gesundheitsminister. Als Justizminister bewirkte er, dass das Parlament am 29. August 1919 das so genannte „Vandervelde-Gesetz“ (loi Vandervelde) beschloss, das dem Alkoholismus vorbeugen sollte. Es verbot den Verkauf von Spirituosen in Bars und schuf dadurch eine Nachfrage nach Bier mit einem höheren Alkoholgehalt.
Den Parteivorsitz des Parti Ouvrier Belge übernahm er 1928 und behielt ihn bis zu seinem Tod im Jahr 1938.
1913 wurde er zum korrespondierenden und 1919 zum vollen Mitglied der Académie royale des Sciences, des Lettres et des Beaux-Arts de Belgique gewählt.
Vandervelde war ab dem 20. Februar 1899 Mitglied der Brüsseler Freimaurerloge Les Amis Philanthropes.

## Schriften
- Les associations professionelles d'artisans et d'ouvriers en Belgique (1892).
- L'Evolution industrielle et le collectivisme (1896); Englisch: Collectivism and Industrial Evolution (1901).
- Le question agraire en Belgique (1897).
- Le Socialisme en Belgique (1898), mit Jules Destreé.
- L'Alcoolisme et les conditions du travail en Belgique (1899).
- Le propriété foncière en Belgique (1900).
- L'Exode rural et le retour aux champs (1903).
- Le Socialisme et l'agriculture (1906).
- Le Belgique et le Congo (1911).
- Le pays d'Israel: un marxiste en Palestine (1929) (sammlungen.ub.uni-frankfurt.de)
  - Schaffendes Palästina : der jüdische Aufbau heute und morgen; von einem Sozialisten. Herausgegeben und übersetzt aus dem Französischen Kurt Mendelsohn, Jenny Mendelsohn. Dresden : C. Reissner, 1930